# Tnúthgal mac Donngaile
Tnúthgal mac o Tnúthgal mac Donngusa (... – 820) avrebbe regnato sul Munster.
Proveniva dagli Eóganacht Chaisil, ramo degli Eóganachta. Discendeva da un re precedente, Colgú mac Faílbe Flaind (morto nel 678).
Tnúthgal compare in alcune liste reali, anche se la cosa è controversa e sospetta, dato che non è menzionato negli annali irlandesi e che la sua morte, fissata nell'820 è basata solo sul fatto che in quell'anno sul trono salì Feidlimid mac Cremthanin (morto nell'847). Potrebbe essersi verificata una confusione tra lui e Tnúthgal mac Artrach (morto attorno all'807).
I suoi nipoti Áilgenán mac Donngaile (morto nell'853) e Máel Gualae mac Donngaile (morto nell'859) furono re del Munster.